# Wes Edens
Wesley "Wes" Robert Edens (30 de outubro de 1961) é um empresário americano e investidor de private equity. Ele é o co-fundador do Fortress Investment Group e fundador da New Fortress Energy, uma empresa dedicada a fornecer soluções de energia limpa em escala global. Edens é co-proprietário da franquia da NBA, Milwaukee Bucks, com sede em Milwaukee, Wisconsin, junto com Marc Lasry. Ele também possui a equipe de eSports, FlyQuest, e, junto com Nassef Sawiris, tornou-se acionista majoritário do clube da Premier League, Aston Villa, em julho de 2018.

## Biografia
Na adolescência, Edens foi um esquiador competitivo. Ele formou-se em Finanças e Administração de Empresas pela Universidade do Estado de Oregon em 1984.
Edens e sua esposa Lynn têm quatro filhos. Sua filha representou o Milwaukee Bucks no Draft da NBA de 2014. Seus interesses pessoais incluem salto a cavalo, esqui alpino e alpinismo.
Edens construiu e é dono da Caldera House, um hotel boutique de oito quartos e clube de esqui privado em Jackson Hole, Wyoming.

## Carreira

### Lehman Brothers e BlackRock
Ele começou sua carreira em 1987 no Lehman Brothers, onde foi sócio e diretor administrativo até 1993. Ele então foi para a divisão de private equity da BlackRock, onde permaneceu até 1997 como sócio e diretor administrativo.

### Fortress Investment Group
Wes Edens foi um dos cinco principais sócios que fundaram a Fortress Investments em 1998. O estilo de investimento de Edens foi descrito em um artigo de 2007 do The Wall Street Journal como baseado em "apostas contrárias, financiamento criativo e um talento especial para construir negócios a partir de investimentos". Em 9 de fevereiro de 2007, a Fortress se tornou a primeira empresa de aquisição de capital aberto. Edens e seus sócios abriram o capital da empresa por meio de sua oferta pública inicial.
Quando a holding financeira japonesa Nomura Holdings adquiriu 15% da Fortress por US $ 888 milhões em dezembro de 2006, com os lucros indo para os cinco diretores, Edens e seus sócios se tornaram bilionários. Edens tornou-se co-presidente do conselho de administração da Fortress em 2009, e ajudou a empresa, que viu o preço de suas ações cair para menos de um dólar após a crise das hipotecas subprime, a ressurgir oferecendo empréstimos subprime. Ele atuou como presidente da Fortress Transportation and Infrastructure Investors LLC de 2015 a maio de 2016.

### New Fortress Energy
Em 2014, Edens fundou a New Fortress Energy, uma empresa global de fornecimento de gás natural e infraestrutura. A New Fortress Energy declarou que seus principais objetivos incluem se tornar um dos maiores produtores mundiais de energia livre de carbono (focando especificamente no hidrogênio verde de baixo custo) e existir como uma empresa com emissões líquidas zero dentro de dez anos.
Em 2019, a New Fortress construiu um terminal flutuante de GNL de quase US $ 1 bilhão na Baía de Old Harbour, na Jamaica. O primeiro-ministro da Jamaica afirmou que a presença do terminal resultará em custos globais de energia mais baratos para o país. A New Fortress Energy esteve envolvida em vários projetos filantrópicos na Jamaica após a conclusão do trabalho com o terminal de GNL. Em outubro de 2020, a New Fortress Energy investiu na H2Pro, uma startup que desenvolve tecnologia de hidrogênio verde de baixo custo. Por meio da New Fortress' Zero, sua divisão de hidrogênio renovável, as duas empresas farão parceria para desenvolver e comercializar tecnologia de hidrogênio verde. A divisão Zero também fez parceria naquele mesmo mês com uma usina termoelétrica em Ohio para misturar hidrogênio para produzir eletricidade.
Em janeiro de 2021, a empresa anunciou que iria adquirir a empresa de gás natural Hygo Energy Transition Ltd, bem como sua controladora Golar LNG Partners LP., por US $ 5 bilhões para expandir sua presença no Brasil. A New Fortress planeja lançar um programa piloto em 2021 para testar o uso de hidrogênio como fonte de energia para geração de energia.

### Brightline
Por meio da Fortress Investment Group, Edens começou a operar uma linha de trem de alta velocidade privada chamada Brightline em janeiro de 2018. Inspirado no Último trem para o paraíso: Henry Flagler e a espetacular ascensão e queda da ferrovia que cruzou um oceano de Les Standiford, a primeira linha da Brightline era uma rota interurbana de 67 milhas entre Miami e West Palm Beach, Flórida. A empresa está construindo atualmente uma extensão de 170 milhas para o Aeroporto Internacional de Orlando, que deve entrar em operação em 2022. Espera-se que os trens percorram até 201km por hora e façam o trajeto do aeroporto de Orlando para Miami em aproximadamente três horas. A meta de passageiros é de 6,6 milhões em seu primeiro ano completo de serviço.
Em 2023, a Fortress planeja construir uma segunda linha na Costa Oeste, chamada Brightline West, conectando Las Vegas a Apple Valley, Califórnia, por meio de uma longa pista de 289km. Este trajeto de 85 minutos tem como objetivo transportar passageiros a uma velocidades de até 320 quilômetros por hora. Os trens nesta linha serão totalmente elétricos e passarão ao longo da Interestadual 15. O serviço da Brightline segue o modelo do trajeto Paris-Londres do Eurostar. O design do ônibus inclui interiores em branco e azul, assentos espaçosos e Wi-Fi gratuito.

### Springleaf Financial Services
Edens foi o catalisador da Fortress por trás da compra do credor subprime, Springleaf Financial Services. Em 2015, o valor da Springleaf Holdings Inc. havia inflado para "$ 3,5 bilhões - colocando o ganho da empresa em mais de 27 vezes o investimento original do Fortress de $ 124 milhões em 2010". Edens foi anunciado como o "novo rei dos empréstimos subprime" pelo The Wall Street Journal. A Fortress adquiriu 80% da Springleaf em agosto de 2010 por US $ 125 milhões e usou a Springleaf e a Nationstar para "construir um negócio de serviços financeiros dentro de sua unidade de private equity, que administra US $ 14,3 bilhões em ativos".

### Nationstar
Edens é presidente da Nationstar Mortgage, anteriormente conhecida como Centex Home Equity Company, LLC, uma empresa de empréstimos hipotecários subprime, que foi adquirida pela Fortress por $ 575 milhões em 2006. Em 2005, a Centex estava "operando nos principais mercados dos Estados Unidos em 25 estados e entregou mais de 33.000 casas". Em 2014, a conexão de Edens com a Nationstar Mortgage foi citada por oponentes de um acordo de financiamento público proposto para a construção de uma nova arena, o Wisconsin Entertainment and Sports Center. Eles defenderam mais recursos públicos para reabilitar casas hipotecadas administradas pela Nationstar.

### Cincoro Tequila
Em 2016, Edens foi co-fundador da Cincoro Tequila, junto com Michael Jordan, Wyc Grousbeck, Jeanie Buss e Emilia Fazzalari. A sua empresa-mãe, o Grupo Cinco Spirits, tem o nome em homenagem aos cinco fundadores que pretendiam destilar uma tequila com um final suave e longo, semelhante a um conhaque ou whisky.
A Cincoro produz quatro tequilas: a blanco, a reposado (de 8 a 10 meses), a añejo (de 24 a 28 meses) e a extra añejo (de até 44 meses). O agave usado para produzir a tequila Cincoro's é selecionado manualmente em duas regiões de Jalisco. Essas duas regiões incluem as terras altas, famosas por seus solos ricos em óxido de ferro, e as terras baixas, compostas principalmente por rochas vulcânicas. O alto teor de óxido de ferro adiciona notas florais doces à tequila, enquanto a rocha vulcânica adiciona mineralidade. Depois de colhido, o agave é cozido por 35 horas. A tequila Cincoro's é envelhecida em barris de uísque americano por 10 a 14 meses, além do mínimo regulamentar de 14 meses. Seu blend extra añejo é uma combinação de tequilas com idade entre 40 e 44 meses.

## Milwaukee Bucks
Em 2014, Edens e Marc Lasry compraram o Milwaukee Bucks de Herb Kohl por $ 550 milhões, prometendo manter a equipe em Wisconsin e construir uma nova arena para substituir o BMO Harris Bradley Center. Durante a primeira temporada de co-propriedade de Edens e Lasry, o Milwaukee Bucks encerrou a seqüência de 24 vitórias consecutivas do Golden State Warriors.
Em 18 de junho de 2016, o lançamento e a construção do Fiserv Forum tiveram início. Edens imaginou o projeto da arena para acomodar 16.500 pessoas e receber shows e jogos de basquete. A arena recebeu o certificado de ocupação em 5 de junho de 2018 e foi inaugurada em 26 de agosto de 2018. Em seu primeiro ano, o Fiserv Forum teve em média mais fãs do que a capacidade normal de lotação esgotada devido aos ingressos em pé. Em 2017, Jon Horst, que mais tarde foi nomeado Executivo do Ano da NBA em 2019, foi nomeado gerente geral por recomendação de Edens. Em fevereiro de 2018, a franquia da NBA foi avaliada em US $ 1,075 bilhão. Durante os playoffs da Conferência Leste de 2019, os Bucks derrotaram o Detroit Pistons, encerrando sua série de derrotas consecutivas. Antes do reinício da NBA na bolha da NBA, a equipe havia vencido 57% de seus jogos no geral e tinha a melhor projeção de vitórias da temporada de 2019-20. Em 2020, a Forbes afirmou que o Milwaukee Bucks viu o sétimo maior aumento no valor ano a ano em comparação com todas as equipes da NBA. Foi relatado como valendo cerca de US $ 1,58 bilhão e classificado como o primeiro em valor na Conferência Leste na temporada de 2019-20.
No verão de 2020, os proprietários Edens, Lasry e Jamie Dinan afirmaram: "A única maneira de provocar mudanças é iluminar as injustiças raciais que temos diante de nós. Nossos jogadores fizeram isso e continuaremos a apoiá-los". Em apoio à decisão dos Bucks de cancelar seu jogo de playoff agendado contra o Orlando Magic para chamar a atenção para o assassinato de Jacob Blake em Kenosha, Wisconsin, um subúrbio de Milwaukee.

## Aston Villa
Foi anunciado em julho de 2018 que Edens, ao lado de Nassef Sawiris, substituiria Tony Xia como donos do time de futebol inglês, Aston Villa, após a compra de 55% do controle acionário da NSWE, empresa de propriedade e controle conjunto do grupo NNS de Sawiris e Edens. A nova propriedade recebeu crédito por tratar de questões financeiras e fazer fortes nomeações. As novas nomeações gerais incluíram a nomeação de Dean Smith e Christian Purslow como executivos-chefes e a contratação de Jesus Garcia Pitarch como diretor esportivo. Como resultado dessas mudanças, o Aston Villa teve sua mais longa sequência de vitórias durante a temporada de 2018-2019, com uma sequência de 10 jogos. O clube seria posteriormente promovido de volta à Premier League na temporada seguinte, com os novos donos recebendo crédito por resolver questões financeiras. Edens e Sawiris tornaram-se 100% proprietários da Aston Villa em agosto de 2019, comprando as ações restantes de Xia.

## FlyQuest
Em 2016, Edens lançou a FlyQuest, uma equipe profissional de League of Legends. Edens comprou a marca da Cloud9 por US $ 2,5 milhões em dezembro daquele ano. FlyQuest começou a competir na North American League Championship Series em 20 de janeiro de 2017. Entre os jogadores estavam os ex-Cloud9 Challengers, An “Balls” Van Le, Hai Du Lam, Daerek “LemonNation” Hart e Johnny “Altec” Ru. Edens pretendia para sua nova franquia reunir várias equipes para competir em uma variedade de jogos de eSports e competições globais.
A marca FlyQuest enfatiza as questões ambientais por meio de seu design e exibições em competições. Cada vez que FlyQuest vence um jogo, a equipe planta 100 árvores. Suas iniciativas também incluem a arrecadação de fundos para a conservação da fauna marinha.